# Wheatfields Lake
Der Wheatfields Lake ist ein See in der Navajo-Nation-Reservation im Apache County im US-Bundesstaat Arizona. Er ist beliebt bei Fischern und Campern. Der nächstgelegene Ort ist Tsaile. Er liegt etwa 15,4 km nordwestlich vom See.